# Chadisroides ussuriensis
Chadisroides ussuriensis är en fjärilsart som beskrevs av Rudolf Püngeler 1912. Chadisroides ussuriensis ingår i släktet Chadisroides och familjen tandspinnare. Inga underarter finns listade i Catalogue of Life.